# 1827
Évszázadok: 18. század – 19. század – 20. század
Évtizedek: 1770-es évek – 1780-as évek – 1790-es évek – 1800-as évek – 1810-es évek – 1820-as évek – 1830-as évek – 1840-es évek – 1850-es évek – 1860-as évek – 1870-es évek
Évek: 1822 – 1823 – 1824 – 1825 –  1826 – 1827 – 1828 – 1829 – 1830 – 1831 – 1832

## Események
- Január 11. – A brémai városállam megvásárolja a Weser torkolatában lévő Lehe falu területét a hannoveri fejedelemtől és megalapítja Bremerhavent.
- december 31. – elkezdődik a közvilágítás Kolozsváron[1]
- Megnyílik az egyiptomi kiállítás a Louvre-ban. Első vezetője Jean-François Champollion, az első egyiptológusok egyike, akik korábban Bonaparte tábornokkal együtt bejárták a Nílus völgyét.

## Születések
- január 5. – Haan Antal festőművész († 1888)
- április 27. – Kecskeméthy Aurél ügyvéd, újságíró, Görgei titkára, világutazó († 1877)
- május 7. – Vajda János magyar költő († 1897)
- május 27. – Lázár Kálmán ornitológus, újságíró, az MTA tagja († 1874)
- július 24. – Friedrich Dietrich von Hermannsthal császári és királyi százados († 1859)
- augusztus 20. – Josef Strauß osztrák zeneszerző és karmester († 1870)
- augusztus 27. – Charles De Coster belga író († 1879)
- augusztus 30. – Martin Lajos matematikus, feltaláló († 1897)
- október 14. – Zichy Mihály festő, grafikus († 1906)
- október 16. – Arnold Böcklin svájci festő, grafikus († 1901)
- november 5. – Nyikolaj Alekszejevics Szevercov orosz kutató és természettudós († 1885)
- november 12. – Gustav Adolf Merkel német zeneszerző, orgonaművész († 1885)
- november 23. – Csintalan Alajos magyar katolikus pap († 1887)
- december 24. – Adamovich Ádám ügyvéd († 1886)

## Halálozások
- február 17. – Johann Heinrich Pestalozzi svájci pedagógus (* 1746)
- március 5. – Alessandro Volta, itáliai fizikus (* 1745)
- március 5. – Pierre-Simon de Laplace, francia matematikus, csillagász és fizikus (* 1749)
- március 26. – Ludwig van Beethoven, német zeneszerző (* 1770)
- április 26. – Bihari János, cigány származású magyar zeneszerző és hegedűművész (* 1764)
- május 31. – Pápay Sámuel, író, nyelvész, tanár, ügyvéd, az első magyar nyelvű rendszeres irodalomtörténet szerzője (* 1770)
- augusztus 12. – William Blake, költő, festő, grafikus és nyomdász (* 1757)
- szeptember 4. – Heinrich Boie német herpetológus (* 1794)
- szeptember 7. – Dálnoky Nagy Sámuel főgimnáziumi tanár, költő (* 1774)
- november 18. – Wilhelm Hauff német író, meseíró, a Biedermeier korszak alakja (* 1802)